# 费利切·博雷尔
费利切·博雷尔（義大利語：Felice Borel，1914年4月5日—1993年1月21日），意大利男子足球运动员，场上位置是前锋。他曾代表意大利国家队参加1934年国际足联世界杯，结果获得冠军。